# Esther Eng

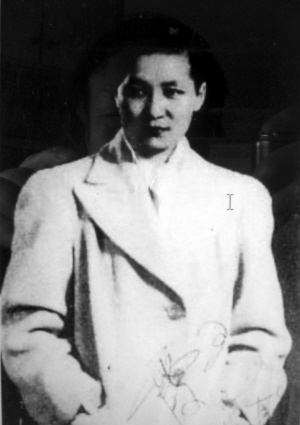
Autogrammkarte von Eng in jungen Jahren

Esther Eng (selten Esther Ng, eigentlich Ng Kam-ha, chinesisch 伍錦霞 / 伍锦霞, Pinyin Wǔ Jǐnxiá, Jyutping Ng5 Gam2haa4, kantonesisch Ng Kam-ha; * 24. September 1914 in San Francisco; † 25. Januar 1970 in New York City) war eine sinoamerikanische Drehbuchautorin, Filmproduzentin und Regisseurin. Sie war nicht nur eine der wenigen Filmemacherinnen des frühen US-amerikanischen Kinos, sondern auch die erste Regisseurin, die in Hongkong Filme drehte. Unter einigen Filmhistorikern gilt Eng daher, obwohl alle ihre Werke verschollen sind, als bedeutende Persönlichkeit des frühen chinesischen sowie US-amerikanischen Films. Nach ihrem Rückzug aus dem Filmgeschäft zog Eng von San Francisco nach New York und leitete dort einige erfolgreiche Restaurants.

## Frühe Jahre
Esther Eng wurde 1914 in San Francisco als viertes von zehn Kindern geboren. Bereits in ihrer Kindheit fand sie Gefallen an Filmen und ging häufig in Kinos ihrer Nachbarschaft. Daneben mochte sie die Kanton-Oper, eine Kombination mehrerer chinesischer Kunststile. In Engs Heimatstadt gab es aufgrund der dortigen großen sinoamerikanischen Gemeinde mehrere Kanton-Theater, an denen oft bekannte chinesische Gastdarsteller wirkten. Eng stand durch ihre Arbeit als Kassiererin am Mandarin Theater, dem größten dieser Art in San Francisco, bald in Kontakt mit vielen dieser Künstler.

## Karriere
Im Alter von 19 Jahren wurde Eng von ihrem Vater auf ihre Bitte hin als Produzentin in seinem neu gegründeten Filmunternehmen eingestellt. Als erste Aufgabe sollte sie für den Debütfilm des Unternehmens einen passenden Drehort in Hollywood finden. Heartaches, der erste Hollywood-Tonfilm auf Kantonesisch, handelte von der Beziehung eines sinoamerikanischen Piloten mit einer Opernsängerin. Eng war an dem Film als Co-Produzentin beteiligt und organisierte die insgesamt achttägigen Dreharbeiten in einem angemieteten Studio. 1936, nachdem sie mit der Hauptdarstellerin Kim Wong-Fei der Premiere des Films im Queens Theater in Hongkong beigewohnt hatte, entschied sie sich, vorerst dort zu bleiben. Eng änderte in dieser Zeit zudem offiziell ihren Nachnamen Ng (eine kantonesische Transliteration des hochchinesischen Wǔ) in den leichter auszusprechenden Eng um.
1937 kam es zum Zweiten Japanisch-Chinesischen Krieg, worauf Eng in Hongkong ihr Filmdebüt mit Wong-Fei in der Hauptrolle drehte. National Heroine über eine Chinesin, die ihr Land während der Invasion als Pilotin verteidigen will, war bei Publikum und Kritikern gleichermaßen erfolgreich, sodass Eng 1938 im selben Land zwei Liebesdramen mit den Titeln Ten Thousand Lovers und Jealousy drehte. Im selben Jahr führte sie zusammen mit Wu Peng und Leung Wai-man beim Sozialdrama A Night of Romance, A Lifetime of Regret Regie; 1939 porträtierte Eng in It’s a Women’s World 36 Frauen aus verschiedenen Berufen. Weitere Projekte in Hongkong konnte Eng infolge einer Pockenerkrankung sowie des Zweiten Weltkriegs nicht verwirklichen und kehrte im selben Jahr in die USA zurück, wo sie kantonesischsprachige Filme für den mittel- und südamerikanischen Markt vertrieb.
Zwei Jahre darauf drehte Eng in San Francisco ihren bekanntesten Film Golden Gate Girl über die tragikomische Beziehung eines Kanton-Darstellers mit einer jungen Frau, was deren Vater nicht billigt. Der Film erhielt damals eine positive Bewertung der Variety und war das Filmdebüt von Bruce Lee, der darin als Säugling zu sehen war. Eng war zudem von B-Film-Produktionen mit begrenzten Budgets sowie „effizienten“ Drehbüchern beeindruckt und wohnte dem nur wenige Tage dauernden Dreh eines solchen Westerns bei. Daher wollte sie 1946 in Hongkong einen Kriegsfilm auf eine ähnliche Weise drehen. Das Projekt kam trotz Engs monatelanger Vorbereitungen, unter anderem Location scouting in Südchina, nie zustande, woraufhin sie stattdessen 1947 in den USA Blue Jade drehte. 1949 folgten Too Late For Springtime über die Beziehung zwischen einer Chinesin und einem sinoamerikanischen GI sowie der auf Hawaii produzierte Mad Fire Mad Love über eine Frau mit sino-hawaiianischen Wurzeln, die sich in einen chinesischen Seemann verliebt.
Ab 1949, nach dem Ende des Bürgerkriegs, kehrten viele von Engs Stammdarstellern nach China zurück, weshalb sie eine neue Karriere anfing. Sie gründete in Manhattan ein chinesisches Restaurant namens Bo Bo (寶寶酒家) mit, benannt nach einem befreundeten chinesischen Theaterschauspieler, den sie in der Stadt zufällig traf. Da er mittellos war und kein Englisch sprach, fungierte Eng für ihn und andere chinesische Immigranten als Agentin. Sie eröffnete zudem weitere Lokale. Das bekannteste war das Esther Eng Restaurant (伍錦霞餐館), das sich zu einem beliebten Treffpunkt nicht nur der dortigen sinoamerikanischen Gemeinde, sondern auch chinesischer Schauspieler entwickelte, die Gastspiele in den USA absolvierten. 1961 drehte Eng als letzte Regiearbeit für Wu Pengs Murder in New York Chinatown die in New York spielenden Szenen; sie betrieb daneben in ihrer Heimatstadt einen Filmverleih für Produktionen aus Hongkong sowie ein Theater, das neben Kanton-Aufführungen solche Filme zeigte.

## Persönliches
Engs Familie stammt ursprünglich aus Taishan in der südchinesischen Provinz Guangdong. Sie war offen lesbisch und führte häufig Beziehungen mit ihren Darstellerinnen, was für ihre Karriere weder in den USA noch in Hongkong negative Auswirkungen hatte. Ein Grund hierfür war wahrscheinlich, dass viele von Engs künstlerischen Weggefährten aus dem Umfeld der Kanton-Oper stammten. Darin war nicht nur Homosexualität weitläufig akzeptiert, sondern auch rein weibliche Ensembles, die männliche Figuren darstellten, waren populär. Eng trug oft Männerkleidung sowie sehr kurz geschnittene Haare und bevorzugte laut früheren Bekannten die Anrede Ha Go („großer Bruder Ha“, 霞哥). Am 25. Januar 1970 erlag sie, die seit dem Ende ihrer Filmkarriere in Manhattans Chinatown wohnte, im Alter von 55 Jahren im Lenox Hill Hospital einer Krebserkrankung.

## Würdigungen

### Zu Lebzeiten
Während ihrer Zeit im Filmgeschäft wurde Eng sowohl in der US-amerikanischen als auch der chinesischen Presse häufig für ihre meistens sozialkritischen Produktionen über Frauen gelobt und als erste chinesische Filmregisseurin bezeichnet. Hervorgehoben wurde neben ihrem jungen Alter vor allem ihr Geschlecht. In einer Zeit, in der es ohnehin nur wenige international bekannte Regisseurinnen wie Dorothy Arzner oder Tazuko Sakane gab, sammelte Eng keine Erfahrung in einem großen Filmstudio. Das galt damals für die Karrieren erfolgreicher Filmemacherinnen als unentbehrlich. Zudem richtete sich die Presse in Hongkong besonders auf Engs Sexualität aus. In den meisten Berichten fand diese durch Umschreibungen wie „Busenfreundin“ oder „gute Schwester“ eine indirekte, neutrale Erwähnung. Sie erhielt daneben von der Cantonese Women’s Association für die positive, patriotische Darstellung chinesischer Frauen in National Heroine eine Ehrenauszeichnung.

### Posthum
Nach Engs Tod gerieten ihre Arbeiten in Vergessenheit, bis sich der Variety-Chef-Filmkritiker Todd McCarthy 1995 in einem Artikel über ihre geringe Bekanntheit wunderte, nachdem er eine zeitgenössische Kritik über Golden Gate Girl entdeckt hatte. Daraufhin verfasste Law Kar, ein in Hongkong bekannter Filmhistoriker, einen biografischen Artikel über Eng. Darin vertrat er die Ansicht, dass Eng heutzutage wahrscheinlich eine gefeierte Regisseurin des transnationalen, feministischen sowie Antikriegsfilms wäre. In seiner Geschichte des Kino Hong Kongs bezeichnete Law Kar Eng daneben als bedeutendste Filmemacherin in den ersten 50 Jahren des chinesischen Kinos, da sie als erste Frau Produktionen in Hongkong drehte und es in China außer ihr praktisch keine Regisseurinnen gab.
Alle Filme von Eng gelten als verschollen, ebenso ihre Bewegtbild- und Tonaufnahmen. Allerdings existieren Set- und private Fotos der Filmemacherin. Viele dieser Fotografien sowie Tagebücher und Drehbuchentwürfe von Eng wurden 2006 von einem Passanten in einem Müllcontainer in San Francisco gefunden. Er spendete das Material dem Hong Kong Film Archive; drei Jahre darauf fing die Filmemacherin und Kunstdozentin S. Louisa Wei mit der Arbeit am 2013 veröffentlichten Dokumentar-Spielfilm Golden Gate Silver Light über Engs Leben an. Neben den archivierten Stücken, alten Filmkritiken und Zeitungsinterviews mit Eng bezog sich Wei bei ihrer Arbeit vor allem auf Aussagen noch lebender Personen, die Eng persönlich kannten. Zu ihnen gehörte neben ehemaligen Kanton-Darstellern ihre jüngere Schwester Sally Eng. Nach der Filmveröffentlichung bezeichneten unter anderem Variety und The Hollywood Reporter Eng als „Pionierin“.

## Filmografie (Regie)
- 1936: Heartaches (Sum Hun, 心恨 Co-Produzentin)[19]
- 1937: National Heroine (Minzu nüyingxiong, 民族女英雄)
- 1938: Ten Thousand Lovers (Shiwan qingren, 十萬情人)
- 1938: Tragic Love (Duhua Fengyu, 妒花風雨, Drehbuch)
- 1939: A Night of Romance, A Lifetime of Regret (Yi ye fuqi, 一夜夫妻, Co-Regisseurin)
- 1939: It’s a Women’s World (Nüren shijie, 女人世界)
- 1941: Golden Gate Girl (Jinmen nü, 金門女)
- 1947: Blue Jade (Lanhu biyu, 藍湖碧玉)
- 1948: Too Late for Springtime
- 1949: Mad Fire, Mad Love
- 1961: Murder Case in Chinatown (Niuyue Tangren jie suishi’an, 紐約唐人街碎屍案, Co-Regisseurin)

Quelle: Internet Movie Database, Hong Kong Movie Database, Hong Kong Film Archive